# Kakao
 For alternative betydninger, se Kakao (flertydig). (Se også artikler, som begynder med Kakao)
Kakao (Theobroma cacao) er et 4-8 meter højt træ af familien Malvaceae. Det stammer fra det tropiske Sydamerika og er blevet plantet i andre tropiske egne. Dets frø bliver brugt til kakaopulver og chokolade.
Træets naturlige voksested er i Amazonas. Træet er meget krævende med hensyn til temperatur og nedbør. Det skal vokse ved 24-28 °C. Temperaturen må aldrig komme under 16 °C. Grænsen for vækst ligger på 500-1000 m over havets overflade. I dag er kakaotræet udbredt i hele området 10-20 ° nord/syd for Ækvator. 
Hvordan kakaotræet er kommet til Mellemamerika er uvist. En teori peger på at træet er en såkaldt relikt. Dvs. en lille enklave har overlevet i et mindre område. Olmekerne var de første, der dyrkede kakao fra ca. 1500 før Kristus. Frøene ("kakaobønnerne") er stadig en vigtig ingrediens i det mexicanske køkken sammen med chili og mandel.
For at vokse kræver træet et fugtigt klima med regelmæssige regnskyl. Kakaotræet kræver ca. 1000 mm regn årligt. Det er skyggekrævende. Bladene er ca. 10-40 cm lange og 5-20 cm brede.
Blomsterne gror i klynger direkte på stammen eller på ældre grene. De er små, 1-2 cm i diameter. Frugten, kaldet en kakaobælg, er ægformet, 15-30 cm lang og 8-10 cm bred og modner fra gul til orange. Den vejer omkring 500 g, når den er moden. Hver bælg indeholder 20-60 frø, ofte kaldet "bønner", som ligger i hvidt frugtkød. Hvert frø indeholder en betydelig mængde fedt (40-50% som kakaosmør). Frøene indeholder en lang række stoffer, der har påviselig virkning på mennesker. Deres mest betydningsfulde indholdsstof er theobromine, som minder meget om koffein.
Det videnskabelige navn theobroma betyder "gudernes mad", mens kakao stammer fra det maya-yucatekiske ord Kakauw.

## Historie
Kakao stammer fra det tropiske lavland i Sydamerika og har været dyrket i mindst tre årtusinder i Centralamerika og Mexico.
Chokolade har været brugt som drik i næsten hele sin historie, og de tidligste optegnelser for brug af chokolade kan dateres til før Olmekerne (ca. 1.400 år f.kr.). I 2007 rapporterede arkæologer, at de havde fundet bevis på den ældst kendte dyrkning og brug af kakao ved en udgravning i Puerto Escondido i Honduras, som kunne dateres til 1.100 til 1.400 f.Kr. De fundne rester og den beholder, de blev fundet i, tyder på, at den første brug af kakao ikke bare var som drik, men frugtkødet sandsynligvis blev brugt som en sukkerkilde til gæring til en alkoholisk drik. Mayacivilisationen dyrkede kakaotræer i deres baghave og brugte kakaofrøene at lave en skummende bitter drik. Dokumenter skrevet med mayahieroglyffer fastslår, at chokolade også blev brugt ved ceremonier.
Indtil det 16. århundrede kendte ingen europæere til den populære drik fra Central- og Sydamerika. Det var først efter spaniernes erobring, at chokolade kunne importeres til Europa, hvor det hurtigt blev serveret ved hofferne. For at holde trit med den store efterspørgsel, begyndte spanske hære at gøre mesoamerikanerne til slaver for at producere kakao. Selv om kakaohøst blev en almindelig forretning, var det kun kongelige og folk med de rette forbindelser, der havde råd til at drikke den dyre importvare. Situationen var anderledes i England: her kunne alle velbeslåede folk købe kakao. Den første chokoladecafé åbnede i London i 1657.
I over hundrede år forblev proceduren med at lave chokolade uændret, men den industrielle revolution bragte mange ændringer, der gjorde chokolade til den fødevare, som vi kender i dag. I 1700-tallet blev der opfundet møller, der kværnede kakaosmørret, der fremstillede holdbar chokolade, men det var først under industrialiseringen, at fabrikationen kom op i større skala. Ikke længe efter, at industrialiseringen var kommet ind i et roligere leje, begyndte firmaer at reklamere for den nye opfindelse for at sælge de chokoladedelikatesser, vi kender i dag.

## Dyrkning
Der er plantet kakao på over 70.000 kvadratkilometer over hele jordkloden. 40% af produktionen stammer fra Elfenbenskysten.
Ghana og Indonesien står hver især for ca. 15%, mens Brasilien, Nigeria og Cameroun producerer en mindre andel.
Et træ begynder at bære frugter, når det er 4 til 5 år gammelt. Når det er fuldt udvokset, kan det i løbet af et år have 6000 blomster, men kun omkring 20 kapsler. Der skal bruges ca. 300-600 frø til at producere 1 kg kakaopasta.
De tre hovedsorter af kakaobønner, som bruges i chokolade, er criollo, forastero og trinitario.
Criollo er med kun 5 % af alle dyrkede kakaobønner den sjældneste og dyreste kakao på markedet. Den hører hjemme i Centralamerika, De Caribiske Øer og i de nordligste områder ved de sydamerikanske stater. Der er sået en vis tvivl om den genetiske renhed af de bønner, der i dag bliver solgt som criollo, da de fleste bevoksninger er blevet udsat for genetisk påvirkning fra andre sorter. Criolloer er særligt svære at dyrke, da de er sårbare i forhold til en del miljøtrusler. Smagen af criollo beskrives som delikat, men dog kompleks, lav i klassisk kakaosmag, men rig på "andenkarakterer", med en eftersmag, der holder længe.
Den almindeligst dyrkede bønne er forastero; en stor gruppe af vilde og dyrkede kakaosorter, som sandsynligvis stammer fra Amazonbækkenet. Den afrikanske årshøst er kun af forastero, der er markant mere hårdfør og giver større afkast end criollo. De er hovedbestanddelen af den solgte kakao og har typisk en stærkere klassisk kakaosmag, men en kort holdbarhed og er ikke støttet af "andenkarakterer", så de giver en mildere chokolade.
Trinitario er en naturlig hybrid af criollo og forastero. Trinitario stammer fra Trinidad, efter at forastero blev indblandet i den lokale criollohøst. Næsten al kakao, der er produceret i de sidste fem årtier, er fra forastero eller den lavererangerende trinitario-sort.
Kakaobønner blev brugt som betalingsmiddel i det præ-columbianske Mellemamerika; fx aztekerne brugte et system, hvor en kalkun kostede 100 bønner, og en frisk avocado var 3 bønner værd. I nogle områder, fx Yucatán og Costa Rica, blev de stadig brugt som penge helt op til 1840'erne.

## Brug
Den mest udbredte brug af kakaoplantens frø er til chokolade, mens kakaopulver bliver brugt til fx kakaomælk og som smagsstof i kager og madvarer. Kakaodyrkning giver levebrød for mange afrikanske lande, og kakao bliver som kaffe forhandlet på det internationale marked med store prisvariationer. En spekulation i kakao mislykkedes i 2010.

## Kakaoceremonier
I de seneste år er kakaoceremonier dukket op, ofte spirituelle, og som et mentalt buzz og alternativ rus i forhold til alkohol.